# تصرف برمه توسط ژاپن

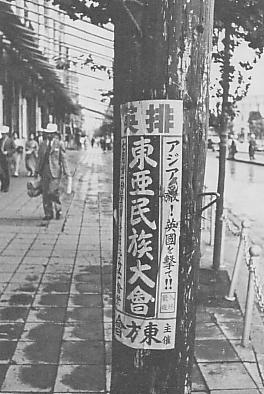
نمایی از یک‌پوستر تبلیغاتی ژاپنی در برمه، علیه حاکمیت و استعمار بریتانیا در آسیا - ۱۹۴۱

تصرف برمه توسط ژاپن (انگلیسی: Japanese occupation of Burma) دوره زمانی بین ۱۹۴۲ و ۱۹۴۵ در طول جنگ جهانی دوم بود، زمانی که برمه (میانمار) توسط امپراتوری ژاپن اشغال شد.
برمه عملاً همزمان با هند موفق شد به استقلال سیاسی برسد. در طول جنگ جهانی دوم، این کشور توسط ژاپن اشغال شد. در مارس ۱۹۴۵، یک قیام مردمی علیه مهاجمان ژاپنی در برمه آغاز شد. این قیام توسط اتحادیه ضد فاشیست آزادی مردم به رهبری قهرمان ملی برمه، آنگ سان، هدایت می‌شد. این اتحادیه، اتحاد احزاب مختلف از جمله حزب کمونیست برمه، متشکل از بیش از ۲۰۰ هزار نفر بود. همچنین از ده‌ها هزار پارتیزان و نظامیان منظم ملی (که به هر حال با اجازه مقامات اشغالگر ژاپن ایجاد شده‌اند) تشکیل شده بود. تا اوت ۱۹۴۵، تقریباً تمام خاک برمه از وجود مهاجمان ژاپنی پاکسازی شد.
این قیام استعمارگران انگلیسی را که به‌طور جدی در تمام اواخر سال ۱۹۴۵ و آغاز سال ۱۹۴۶ سعی در برقراری نظم قدیمی در کشور را داشتند، آشفته کرد. با این وجود بازگشت به گذشته امکان نداشت. در ژانویه ۱۹۴۷، دولت انگلیس در مذاکرات در لندن با نمایندگان برمه مجبور شد حق کشور برمه را برای استقلال به رسمیت بشناسد.
در آوریل ۱۹۴۷ ، انتخابات مجلس مؤسسان در برمه برگزار شد که پیروزی مسلم نمایندگان اتحادیه را به همراه داشت. آنها دولت ملی اتحادیه برمه را ایجاد کردند. علی‌رغم ترور آنگ سان و چندین نفر از اعضای دولت که توسط عوامل استعمار سازماندهی شده بود، دولت به رهبری یو نو قانون اساسی را تدوین و در ۲۴ سپتامبر ۱۹۴۷ تصویب کرد و در ۴ ژانویه ۱۹۴۸ اتحادیه استقلال برمه را رسماً اعلام کرد.